# Jerusalem (banda sueca)
Jerusalem é uma banda de rock cristã sueca, fundada em 1975 por Ulf Christiansson. Foi uma das primeiras bandas a combinar letras cristãs com hard rock e heavy metal.

## História

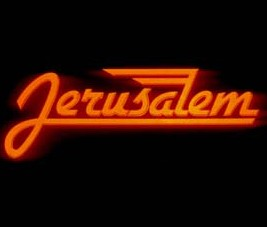
Logotipo oficial de Jerusalem

A mensagem de Jerusalem era voltada principalmente para a juventude, com suas letras descrevendo o relacionamento da banda com Deus de uma maneira comum, mas radical. O objetivo da banda era expressamente evangelístico. Seus shows foram descritos como uma série de reuniões de reavivamento, que freqüentemente incluíam convocações para altar e, ocasionalmente, exorcismos. Quando a banda fez uma turnê pela primeira vez em meados da década de 1970 na Suécia, sua combinação de letras cristãs com um som de hard rock foi muito controversa. A banda só teve permissão para se apresentar em algumas igrejas.
Com o tempo, Jerusalem ganhou uma aceitação mais ampla e, após três anos de turnês, as gravadoras começaram a fazer ofertas para gravar a banda. A gravadora cristã Prim assinou Jerusalem, sem muita expectativa de sucesso. No entanto, o álbum de estréia auto-intitulado da banda, Jerusalem, tornou-se um sucesso instantâneo entre os ouvintes cristãos, e nos primeiros seis meses o disco vendeu 20.000 cópias, algo inédito no gênero de rock cristão na Europa.
Incentivado pela resposta, Jerusalem viajou pela Suécia e pelo resto da Escandinávia. O próximo álbum, Volym 2, foi lançado em 1980. Este disco, que também foi dublado em uma versão em inglês, expôs Jerusalem a uma audiência global. A programação da banda ficou cheia de turnês na Alemanha, França, Inglaterra, Bélgica e Finlândia.
Do festival cristão Greenbelt na Inglaterra, onde Jerusalem participou durante o verão, os americanos trouxeram o disco para os Estados Unidos e Glen Kaiser, líder do Resurrection Band, uma das bandas de rock cristãs mais importantes dos EUA. Kaiser deu o disco a Pat Boone, dono da Lamb & Lion Records. Lamb & Lion lançou posteriormente os discos de Jerusalem nos Estados Unidos e no Canadá.
Em 1981, Jerusalem lançou seu terceiro álbum, Krigsman (Warrior), que se tornou um sucesso de vendas na Suécia, Europa, EUA e Canadá. No outono de 1981, Jerusalem viajou pelos Estados Unidos. A Jerusalem radical e européia, com seu pesado hard rock, tomou os EUA pela tempestade. [carece de fontes?]
Nessa época, a banda era composta por Ulf Christiansson na guitarra e nos vocais, Dan Tibell nos teclados, Peter Carlsohn no baixo (substituindo Anders Mossberg) e Michael Ulvsgärd na bateria (substituindo Klas Anderhell).
Com o quarto álbum, Vi Kan Inte Stoppas (Can't Stop Us Now), Jerusalem mudou seu estilo para um som de rock mais melódico com letras que não eram tão abertamente centradas em Deus. Isso perdeu o apoio da banda entre muitos fãs cristãos. O álbum, gravado em Belfast, Irlanda do Norte, levou a outra turnê nos EUA, onde o vídeo também foi exibido na MTV. Apesar das mudanças na abordagem lírica da banda, o sucesso foi enorme, especialmente entre os roqueiros não-cristãos.[carece de fontes?]Durante os anos seguintes, Jerusalem excursionou na maior parte no exterior. Entre 1983 e 1985, Jerusalem fez várias turnês de muito sucesso nos EUA, que finalmente resultaram em um álbum ao vivo, In His Majesty's Service - Live in USA, gravado em Shreveport e Dallas.
Eventualmente, no entanto, tudo isso se tornou demais, e os membros da banda se cansaram. Em 1985, Jerusalem parou de viajar e se matriculou na Escola Bíblica Palavra de Vida.
Em 1987, Jerusalem lançou Dancing on the Head of the Serpent. Reidar I. Paulsen tocou nos teclados. A capa do álbum mostrava jeans e uma pessoa vestida de botas (o traje padrão entre os skinheads) pulando na cabeça de uma pessoa que parece ser metade humana/metade lagarto. Essa imagem radical se mostrou chocante demais para os cristãos suecos. Algumas lojas de discos proibiram o álbum, enquanto outras ainda estocaram o álbum, mas venderam o disco sob o balcão. Após este álbum, a banda teve um hiato de seis anos.
Em 1992, a banda voltou para Gotemburgo, na Suécia e gravou Prophet. Finalmente, tornou-se o álbum de Jerusalem que recebeu as críticas mais favoráveis.
A banda lançou seu novo álbum de estúdio chamado She, em 22 de outubro de 2010.

## Membros

### Atual
Jerusalem atualmente tem duas formações
- Ulf Christiansson - vocal, guitarra (1975 – presente)
- Anders Mossberg - baixo (1978? - 1981 ?, 1996 – presente)
- Dan Tibell - teclados (1975–1985, 1996 – presente)
- Klas Anderhell - bateria (1979? - 1981, 1996 – presente)
- Peter Carlsohn - baixo (1981-1995, 2003? – presente)
- Reidar I. Paulsen - teclados (1986? - 1995 ?, 2006 – presente)* [a]
- Michael Ulvsgärd - bateria (1981-1995, 2003? - presente)

### Passado
- Bertil Sörensson - baixo (1978?)
- Danne Gansmoe - bateria (1978?) [b]

## Discografia
Para álbuns lançados nas versões sueca e inglesa, os títulos em inglês estão entre parênteses.

### Álbuns de estúdio
- Jerusalem (Volume 1) (1978/1980)
- Volym 2 (Volume 2) (1980/1981)
- Krigsman (Warrior) (1981/1982)
- Vi Kan Inte Stoppas (Can't Stop Us Now) (1983/1984)
- Dancing on the Head of the Serpent (1987/1988)
- Prophet (1994)
- Volym 3 (Those Were the Days) (1996/1997)
- Volüm Fyra (R.A.D.) (1997/1998)
- She (2010)

### Álbuns ao vivo
- In His Majesty's Service – Live in USA (1985)
- Live – På Ren Svenska (1998)

### Álbuns de compilação
- 10 Years After (1988)
- Klassiker 1 (Classics 1) (1993/1996)
- Klassiker 2 (Classics 2) (1993/1996)
- Classics 3 (1995)
- Tretti (2006)
- Greatest Hits (2006)